# یواس‌اس وستپورت (آی‌دی-۳۵۴۸)
یواس‌اس وستپورت (آی‌دی-۳۵۴۸) (به انگلیسی: USS Westport (ID-3548)) یک کشتی بود که طول آن ۴۲۳ فوت ۹ اینچ (۱۲۹٫۱۶ متر) بود. این کشتی در سال ۱۹۱۸ ساخته شد.